# Bohdan
Bohdan – męskie imię pochodzenia słowiańskiego.